# Rossville (Indiana)
Rossville és una població dels Estats Units a l'estat d'Indiana. Segons el cens del 2000 tenia 1.513 habitants.

## Demografia
Segons el cens del 2000, Rossville tenia 1.513 habitants, 555 habitatges, i 411 famílies. La densitat de població era de 1.123,4 habitants/km².
Dels 555 habitatges en un 38,7% hi vivien nens de menys de 18 anys, en un 64,3% hi vivien parelles casades, en un 7,2% dones solteres, i en un 25,8% no eren unitats familiars. En el 22,5% dels habitatges hi vivien persones soles el 9,9% de les quals corresponia a persones de 65 anys o més que vivien soles. El nombre mitjà de persones vivint en cada habitatge era de 2,58 i el nombre mitjà de persones que vivien en cada família era de 3,04.
Per edats la població es repartia de la següent manera: un 27,8% tenia menys de 18 anys, un 5,9% entre 18 i 24, un 31,9% entre 25 i 44, un 16,7% de 45 a 60 i un 17,7% 65 anys o més.
L'edat mediana era de 36 anys. Per cada 100 dones de 18 o més anys hi havia 81,7 homes.
La renda mediana per habitatge era de 48.333 $ i la renda mediana per família de 50.694 $. Els homes tenien una renda mediana de 45.000 $ mentre que les dones 23.819 $. La renda per capita de la població era de 19.765 $. Entorn del 2,3% de les famílies i el 3,7% de la població estaven per davall del llindar de pobresa.

## Poblacions més properes
El següent diagrama mostra les poblacions més properes.